# Abdullah al-Salim al-Sabah
Abdullah III Al-Salim Al-Sabah (em árabe: عبد الله الثالث السالم الصباح) (Kuwait (1895 – 24 de novembro de 1965) ) foi emir do Kuwait de 29 de janeiro de 1950 a 24 de novembro de 1965.

## Bibligorafia
- Grande Enciclopédia Larousse Cultural. São Paulo: Editora Nova Cultural Ltda., página 7. 1998. ISBN 85-13-00755-2